# SNCASE SE.212 Durandal
Le SNCASE SE.212 Durandal était un prototype d'avion de chasse français, conçu par l'ingénieur Pierre Satre, construit à seulement deux exemplaires. 

## Historique

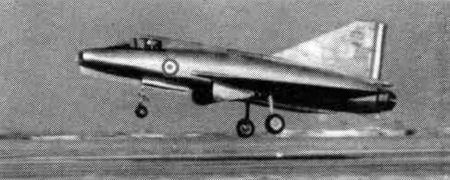
Le Durandal 001 en 1956.

Le premier appareil (le 001, immatriculé 'C') fit son premier vol le 20 avril 1956. Le second exemplaire (le 002, immatriculé 'D') effectua son premier vol le 30 mars 1957. Cet appareil atteint la vitesse de Mach 1,57 et l'altitude de 11 800 m, avec un moteur-fusée SEPR d'appoint. 
Le programme d'essai se termina en 1958, lorsque l'Armée de l'air française porta son choix de chasseur sur le GAMD Mirage III. Les prototypes SE 212 servirent de banc d'essais aux réacteurs de la Snecma avant mise à la ferraille.